# NGC 7530
NGC 7530 est galaxie lenticulaire située dans la constellation des Poissons. Sa vitesse par rapport au fond diffus cosmologique est de 3 150 ± 27 km/s, ce qui correspond à une distance de Hubble de 46,5 ± 3,3 Mpc (∼152 millions d'al). NGC 7530 a été découverte par l'astronome allemand Albert Marth en 1864.
NGC 7530 présente une large raie HI. Selon la base de données Simbad, NGC 7530 est une candidate au titre de  galaxie à noyau actif.

## Groupe de  NGC 7532

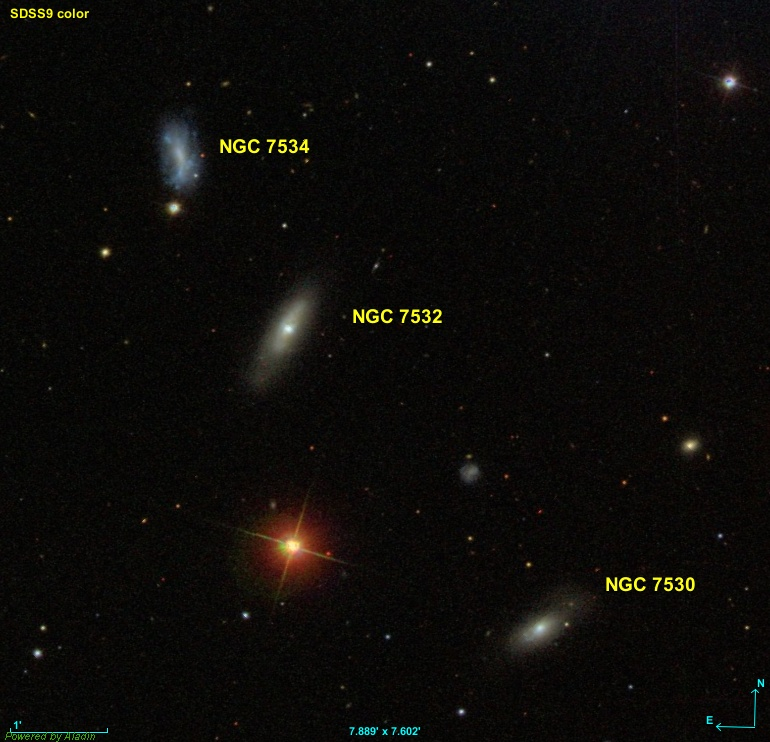
Le triplet de galaxies de NGC 7532.

En se basant sur un article publié en 2000, la base de données NASA/IPAC mentionne que NGC 7530 fait partie d'un triplet de galaxies identifié par KTS 71. Comme il est à peu près impossible d'accéder gratuitement à cet article, il faut faire preuve d'astuce pour trouver les deux autres membres. On obtient les coordonnées de ce triplet en utilisant la requête KTS 71 dans cette base de données, ce qui permet à l'aide du logiciel Aladin de réaliser l'image ci-contre. L'autre galaxie du groupe de NGC 7532 est NGC 7534. NGC 7532 est la plus lumineuse des trois galaxies, elles sont dans la même région de la sphère céleste et à 0,5 Mpc près, à la même distance de Hubble de la Voie lactée.

## Supernova
La supernova SN 2008gm a été découverte dans NGC 7530 le 16 octobre 2008 dans le cadre du programme de recherche de supernovas CHASE (CHilean Automatic Supernova sEarch) de l'université du Chili. Cette supernova était de type II et sa magnitude au moment de sa découverte était de 18,0